# Muhammad bin Shakhbut Al Nahyan
Shakhbut bin Dhiyab Al Nahyan (in arabo محمد بن شخبوط بن ذياب بن عيسى آل نهيان‎?; Oasi di Liwa, ... – ...; fl. XVIII-XIX secolo), è stato emiro di Abu Dhabi dal 1816 al 1818.
Prese il potere aver deposto suo padre, Shakhbut, Pochi mesi dopo fu a sua volta deposto dal fratello Tahnun bin Shakhbut, con il sostegno del padre, ed esiliato.